# Chopped 'n' Skrewed
Chopped 'n' Skrewed è un singolo del cantante statunitense T-Pain, pubblicato nel 2008 e interpretato insieme al rapper Ludacris. Il brano è stato estratto dall'album Thr33 Ringz.

## Tracce
- Download digitale

1. Chopped 'n' Skrewed (featuring Ludacris) – 4:23